# 達林山
77°15′S 143°20′W / 77.250°S 143.333°W
達林山（英語：Mount Darling）是南極洲的山峰，位於瑪麗伯德地，屬於福特山脈的一部分，是阿拉格尼山脈的最高點，處於斯沃特利山以西2公里，在1940年由美國探險隊發現。